# 印度尼西亞飲食

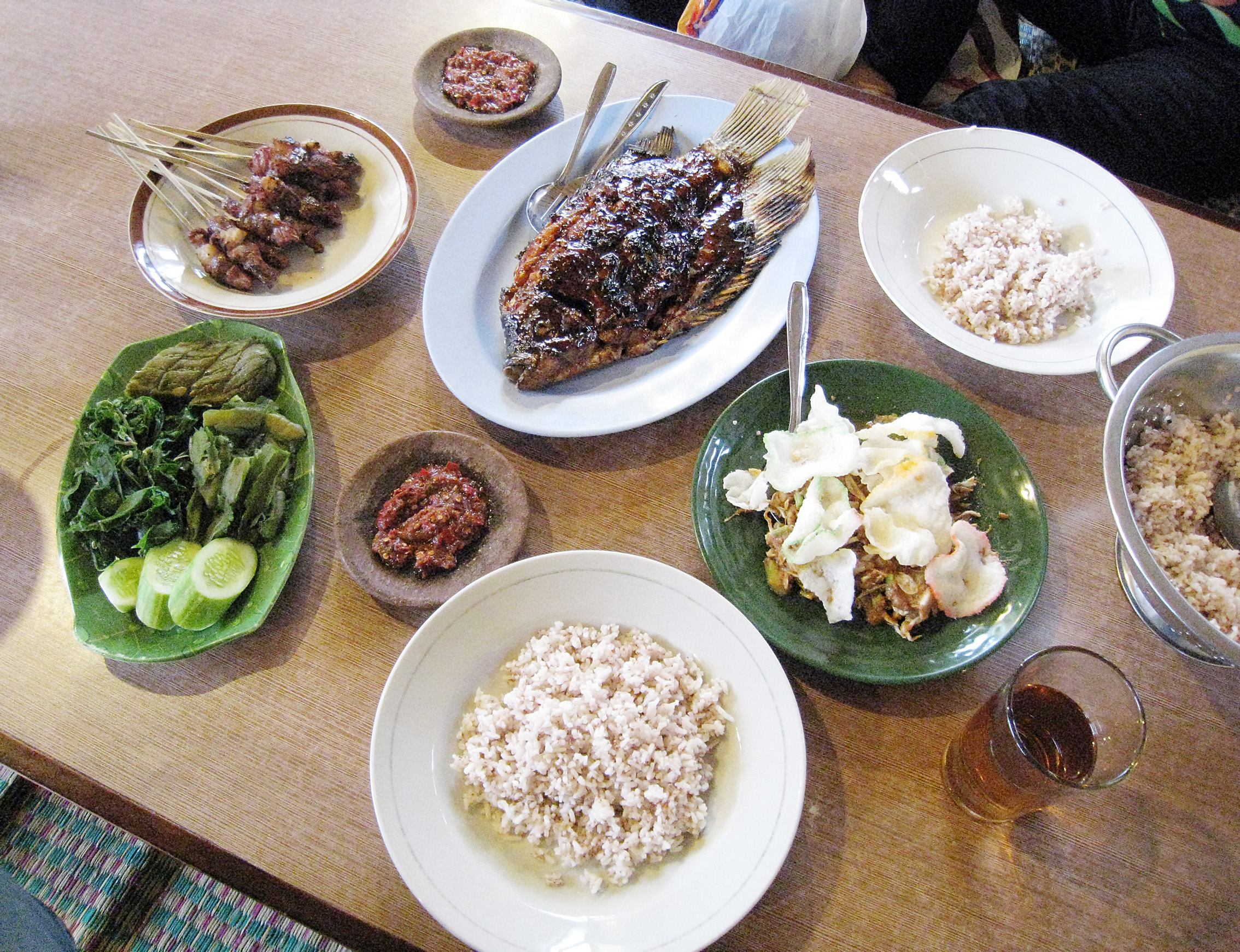
印度尼西亞飲食

印度尼西亞飲食是世界上最多樣化，最有活力，最豐富多彩且充滿濃郁風味的料理之一，造成此情况的原因是印尼是由大约6000座有人居住的島嶼组成，並有着超過300個民族。以當地物產與飲食文化為基礎，加上外來飲食文化的影響，例如印度、中東、中國和歐洲的影響。
各地飲食稍有不同並發展出許多地區性料理，例如蘇門答臘料理，受到印度和中東影響，料理裡常放入香料；爪哇料理，受中國影響；印尼東部的料理類似於波利尼西亞料理和美拉尼西亞料理。印尼料理中有一些中國料理的元素，例如麵條、肉丸和春卷。
印尼料理通常會加入香料和椰漿，味道豐富，通常具有辣味，也有些菜餚具有酸甜苦鹹等味道；大多數印尼人喜歡吃辣，會吃Sambal（辣椒醬）。印尼料理烹煮方式主要有煎、煮、炒、炸、烤、蒸六種。
印尼料理中有名的有Nasi goreng（炒飯）、Gado gado（沙拉）、Sate（烤肉串）、Soto ayam（雞湯），這幾種料理遍及全國，被認為是國家美食；2014年，旅遊部選擇Nasi tumpeng（塑形成圓錐狀並搭配多種配料的薑黃飯）作為官方的國家美食，稱其包含了各種烹煮傳統的多樣性。2018年，旅游部又選擇五種國家美食：Nasi goreng、Gado gado、Sate、Soto、Rendang（仁當，一種類似咖哩但醬汁較少的印尼米南佳保料理或稱巴東料理）。

## 主食

### 稻米
稻米是印尼的主食，除煮熟直接食用外，也有以椰葉包裹後煮熟製作的Ketupat（馬來粽），印尼稻米產量位居世界第三。Dewi Sri是爪哇島和峇里島信奉的稻神，足見稻米在印尼文化中的重要性，Nasi goreng（炒飯）是國家美食之一。

### 小麥
小麥非原產於印尼，而是通過外國（中國、尼德蘭）傳入後，印尼人開始喜欢上中國的麵條、尼德蘭的麵包、馬來西亞的印度煎餅，Mie goreng（炒麵）是印尼有名的麵條料理。
印尼華人的主食除了稻米，還有麵條、饅頭、油條。

## 蛋白質

### 家禽和家畜
最常食用的是雞、鴨、牛和羊；鴿和鵪鶉則較少食用。大多數居民為穆斯林，信奉伊斯蘭教，禁食豬，部分非穆斯林，如峇里島印度教徒或是華人有在食用。

### 海鮮
印尼作為一個群島國家，海洋資源豐富。常食用的魚類有鰹、鮪、鯧、鰺、鯷、鯊、魟、笛鯛、馬鮫、棘鰆、虱目魚、藍子魚、石斑魚、劍旗魚，其他海鮮有蝦、蟹、魷、貽貝。印尼全境都吃海鲜，但以摩鹿加群島和蘇拉威西的米納哈薩尤為特色。烹煮方式通常為煮、炸、烤。Ikan bakar（烤魚）是一道普遍的海鮮料理。

### 黃豆製品
豆腐和Tempeh（天貝）是印尼常見的素食蛋白質來源，Tempeh是使用煮熟或蒸熟的黃豆和菌種發酵製作，烹煮方式通常為煎、炒、炸，如Tahu goreng（炸豆腐）和Tempe goreng（炸天貝）。

## 蔬菜
印尼料理的食材中有許多葉菜，如蕹菜、菠菜、木瓜葉、樹薯葉。它們通常和大蒜一起炒。

## 水果
在印尼市場上，可以買到多種熱帶水果，直接食用或者榨汁飲用皆可，也可當甜點，如Es buah（水果冰）和Es teler（一種冰品），或開胃菜，如Rujak（囉雜，一種水果沙拉），或零食，如Pisang goreng（炸香蕉）和Keripik pisang（香蕉脆片），或蛋糕，如Kue pisang（香蕉粿或香蕉蛋糕）和Bika ambon（黃金糕）。
原產於印尼的熱帶水果有：芒果、庚大利、香蕉、椰子、山竹、榴槤、蓮霧、蘭撒、柚子、红毛丹、榴槤蜜、菠蘿蜜、太平洋桲。
從其他國家引種的熱帶水果有來自印度的龍眼、來自非洲的西瓜、來自中國的柿子、來自拉丁美洲的酪梨、釋迦、鳳梨、芭樂、木瓜、人心果、百香果。有些水果有季節性，有些水果則一年四季都有，如香蕉、西瓜、鳳梨、木瓜。
如今，也有從其他國家引種非熱帶水果，如草莓、甜瓜、蘋果、梨子、火龍果並種植在海拔較高的地區，如瑪琅。
過去幾年，水果乾開始盛行。最早的有香蕉乾、菠羅蜜乾，现在有了西瓜乾、草莓乾、甜瓜乾、蘋果乾、火龍果乾。瑪琅是水果乾（及印尼乾豆豉）的生產中心。
香蕉除了當水果食用，香蕉花苞也能做成料理，還能用香蕉葉來包装食物與製作粽子。
椰子除了挖出果肉當水果食用與剖開飲用椰子汁，也可用於製作椰子油和椰漿，還能用椰花莖流出的汁液製作椰糖和用椰葉來包装食物與製作粽子。

## 圖集

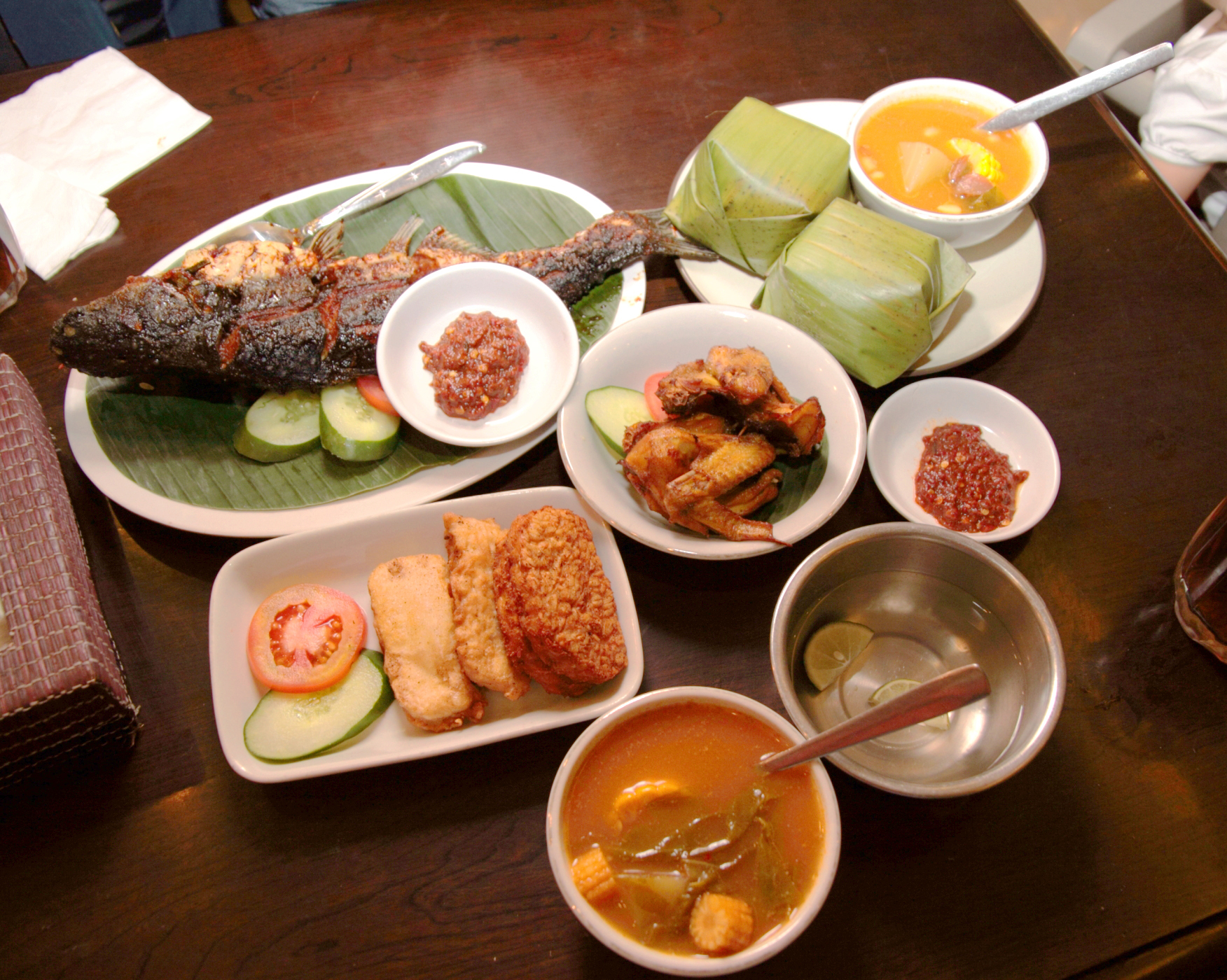
印尼巽他料理，包括Ikan bakar（烤魚）、Nasi timbel（蕉葉包飯）、Ayam goreng（炸雞）、Sambal（辣椒醬）、Tempe goreng（炸天貝）、Tahu goreng（炸豆腐）以及Sayur asem（酸味蔬菜湯），加了萊姆的水是用來洗手的，叫做Kobokan
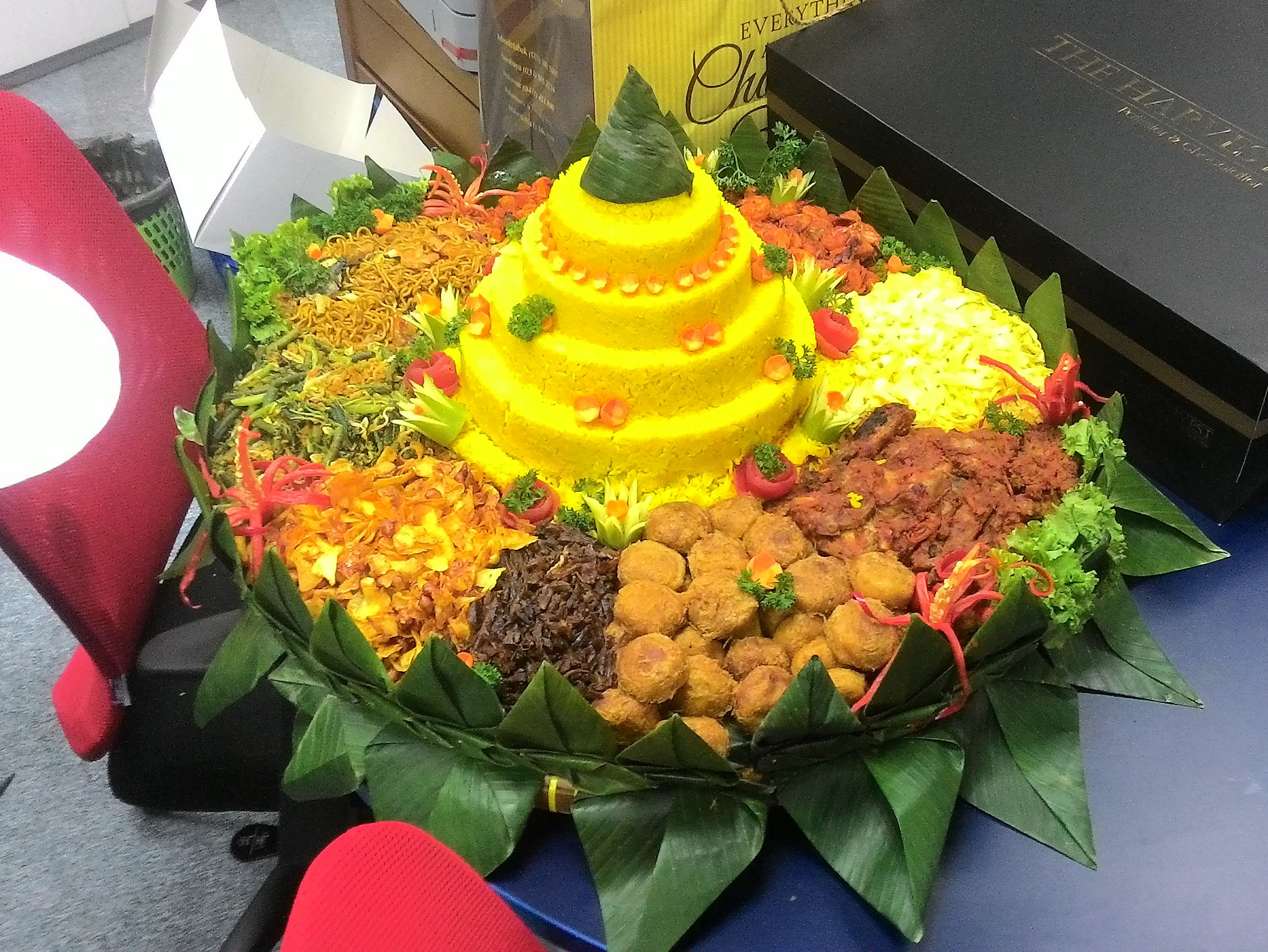
Nasi tumpeng（塑形成圓錐狀並搭配多種配料的薑黃飯）
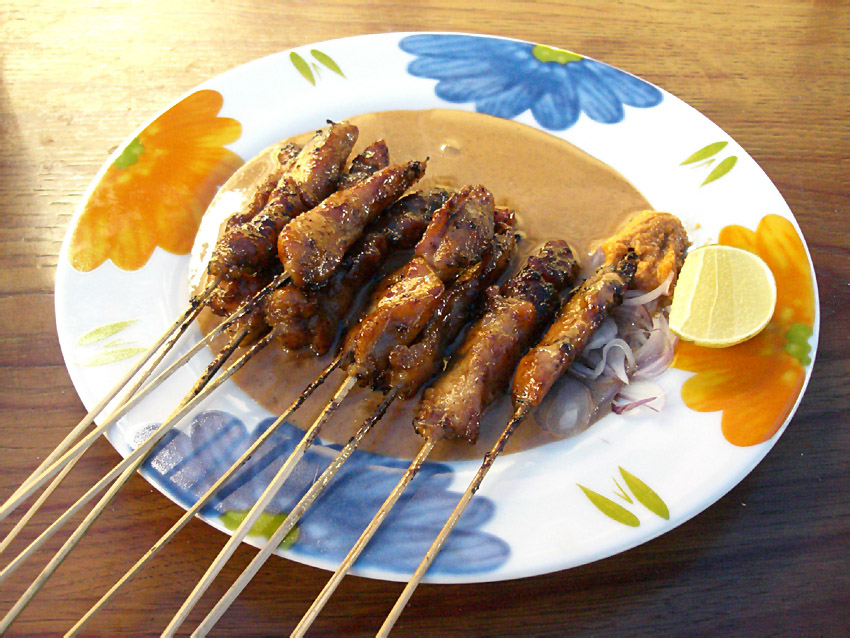
Sate（烤肉串）
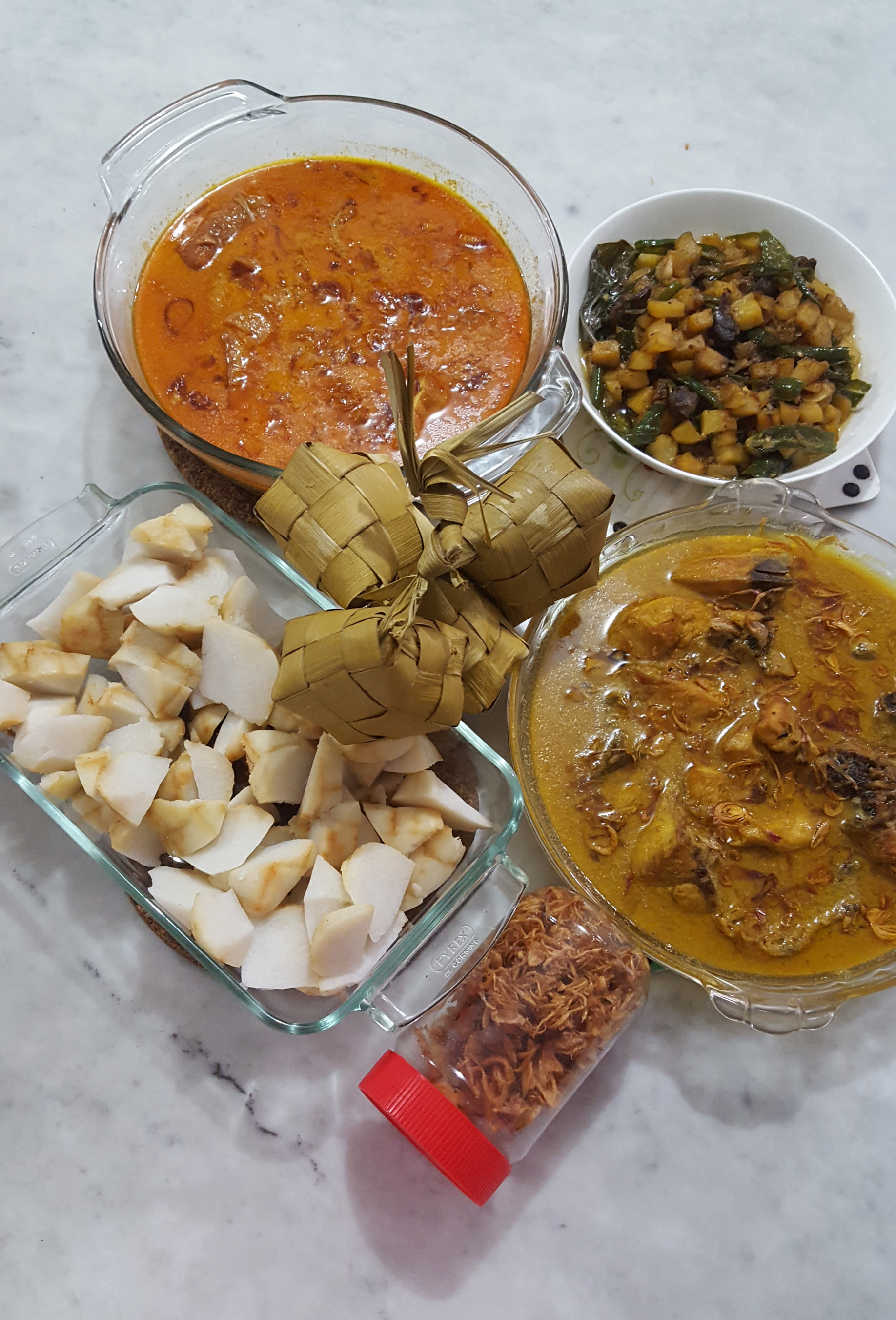
印尼開齋節食用的Opor（一種類似咖哩的料理）、Gulai（一種類似咖哩的料理）、Ketupat（馬來粽）、Tumis kentang sayur（炒蔬菜馬鈴薯）、Bawang goreng（油葱酥）
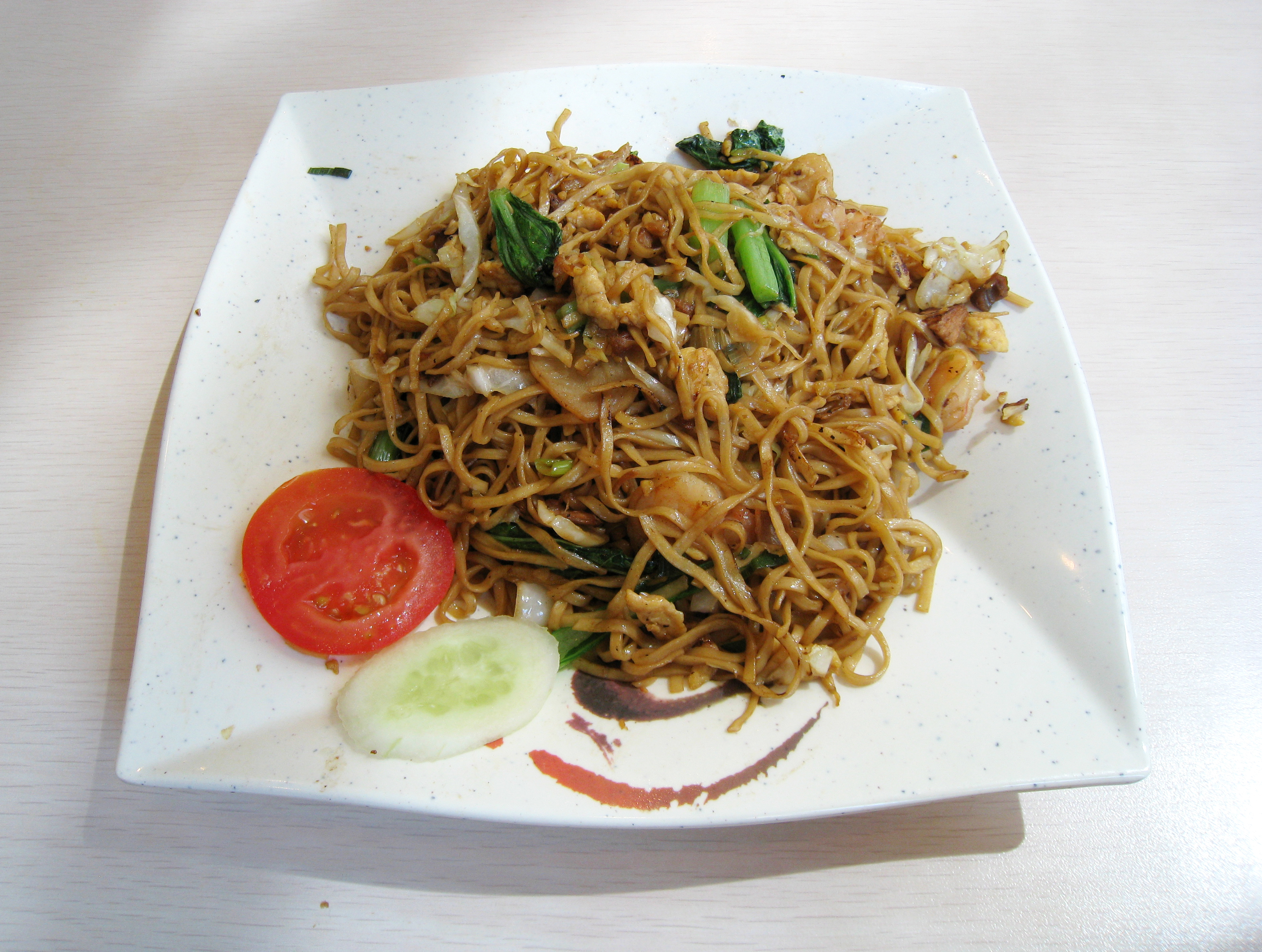
Mie goreng（炒麵）
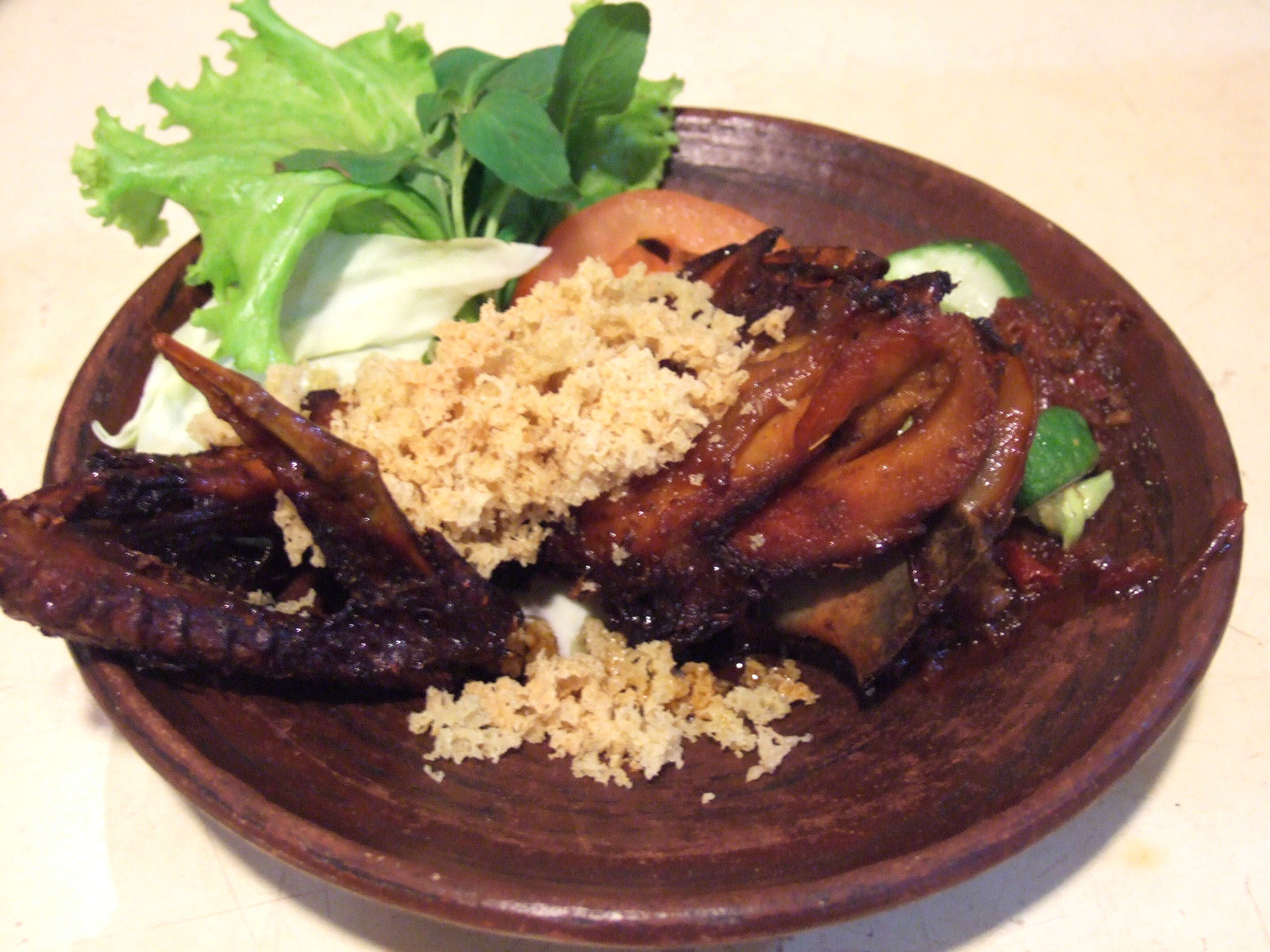
Ayam goreng kalasan（日惹炸雞）
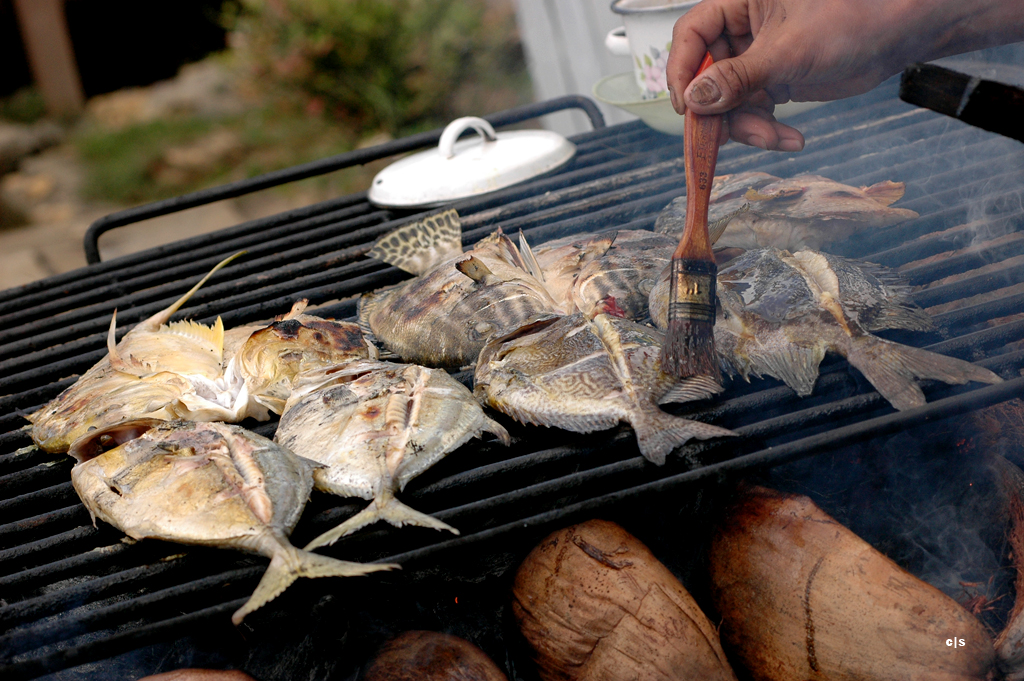
Ikan bakar（烤魚）
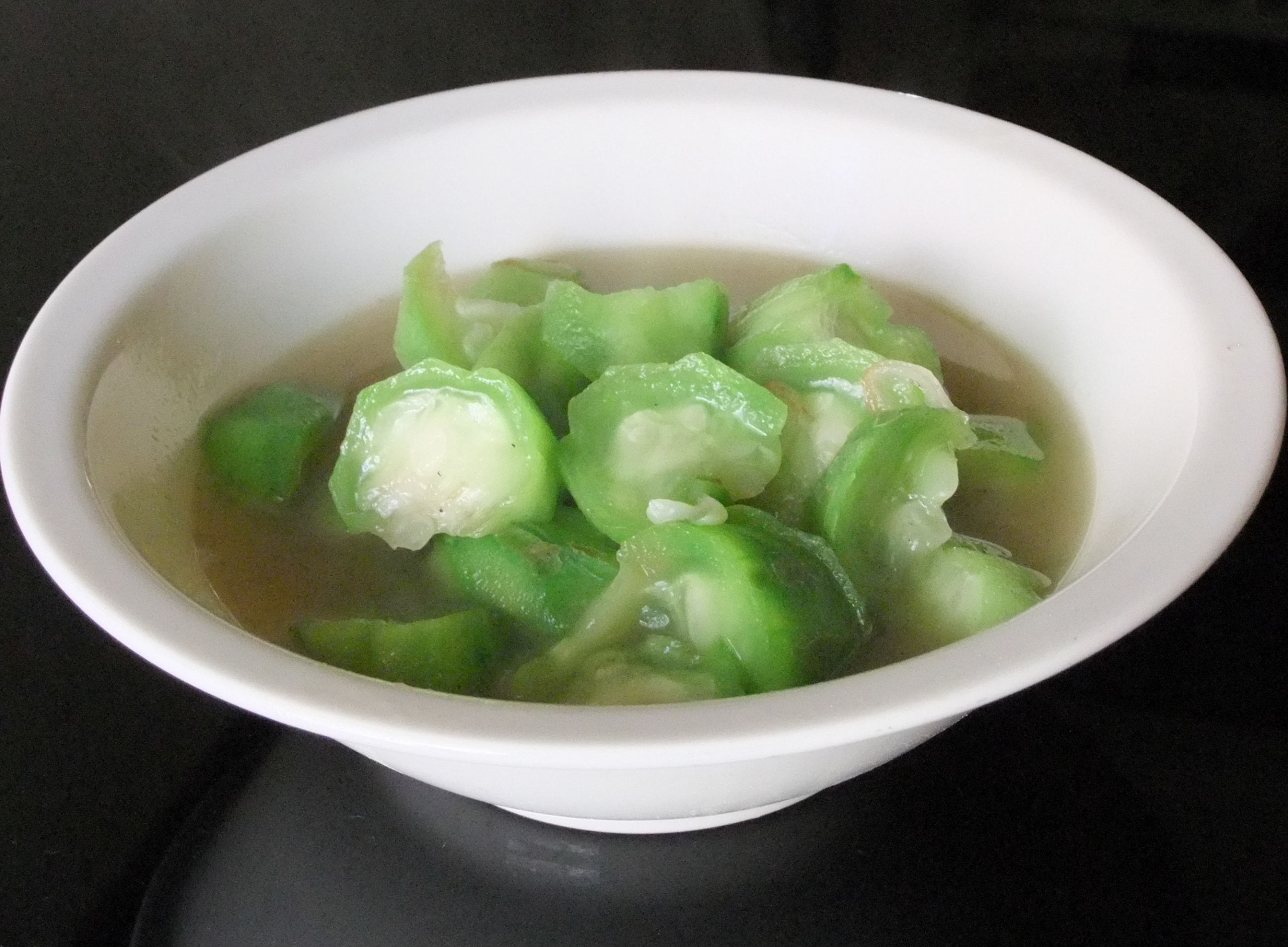
Sayur oyong（稜角絲瓜湯）
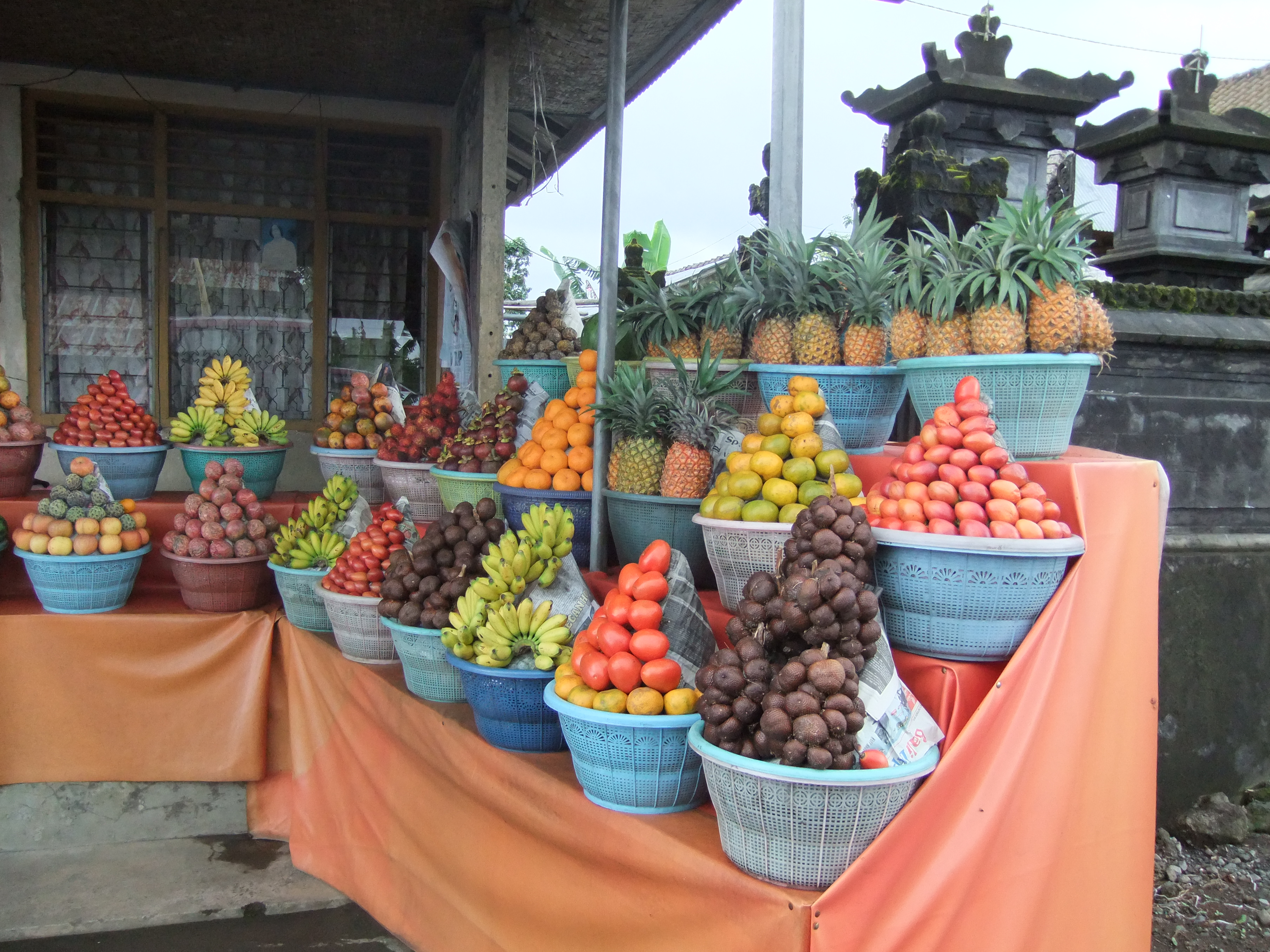
峇里島的熱帶水果
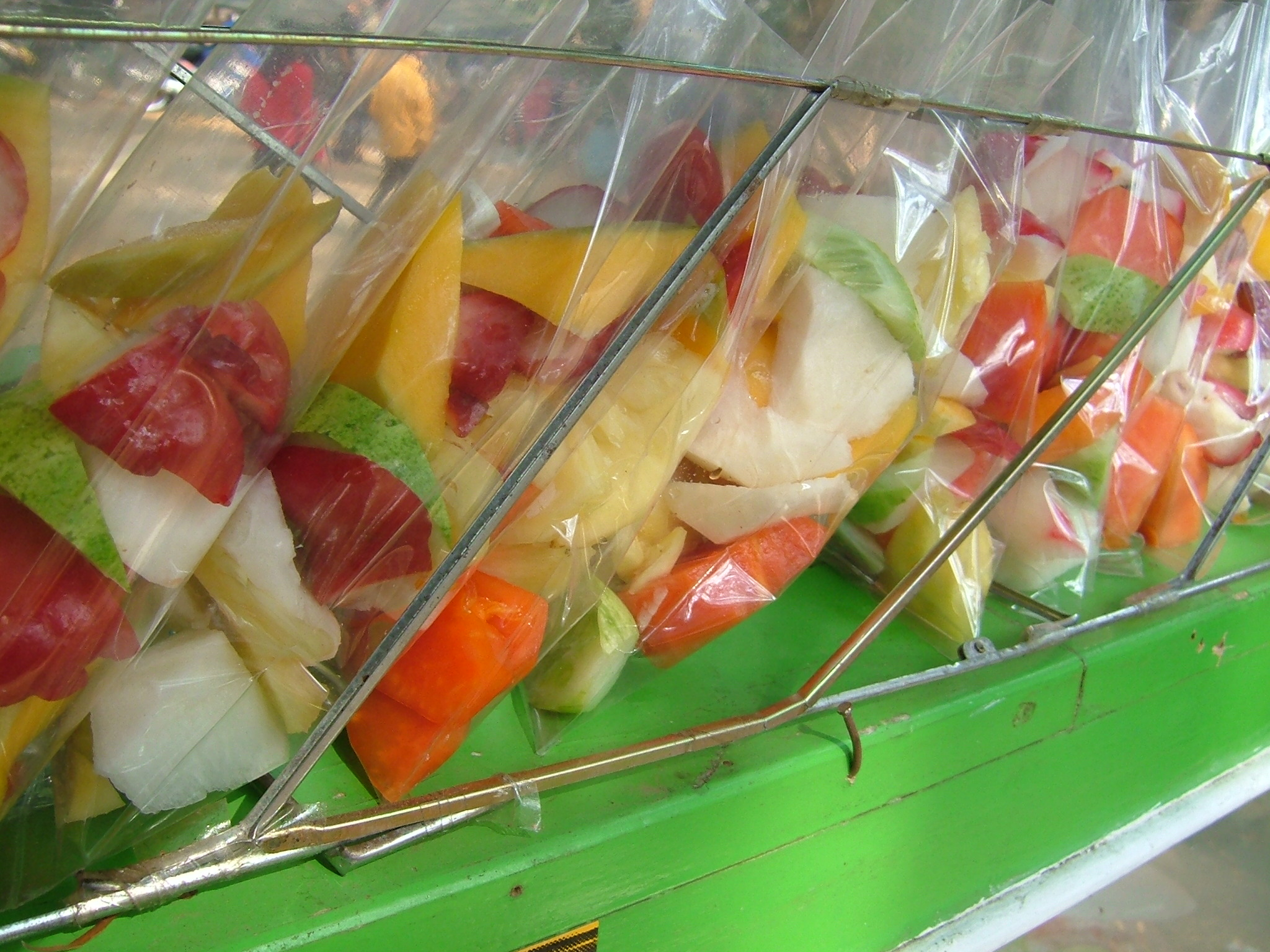
Rujak（囉雜，一種水果沙拉，由芒果、蓮霧、木瓜、鳳梨、豆薯、太平洋桲等水果配以鹽、椰糖和辣椒製成）
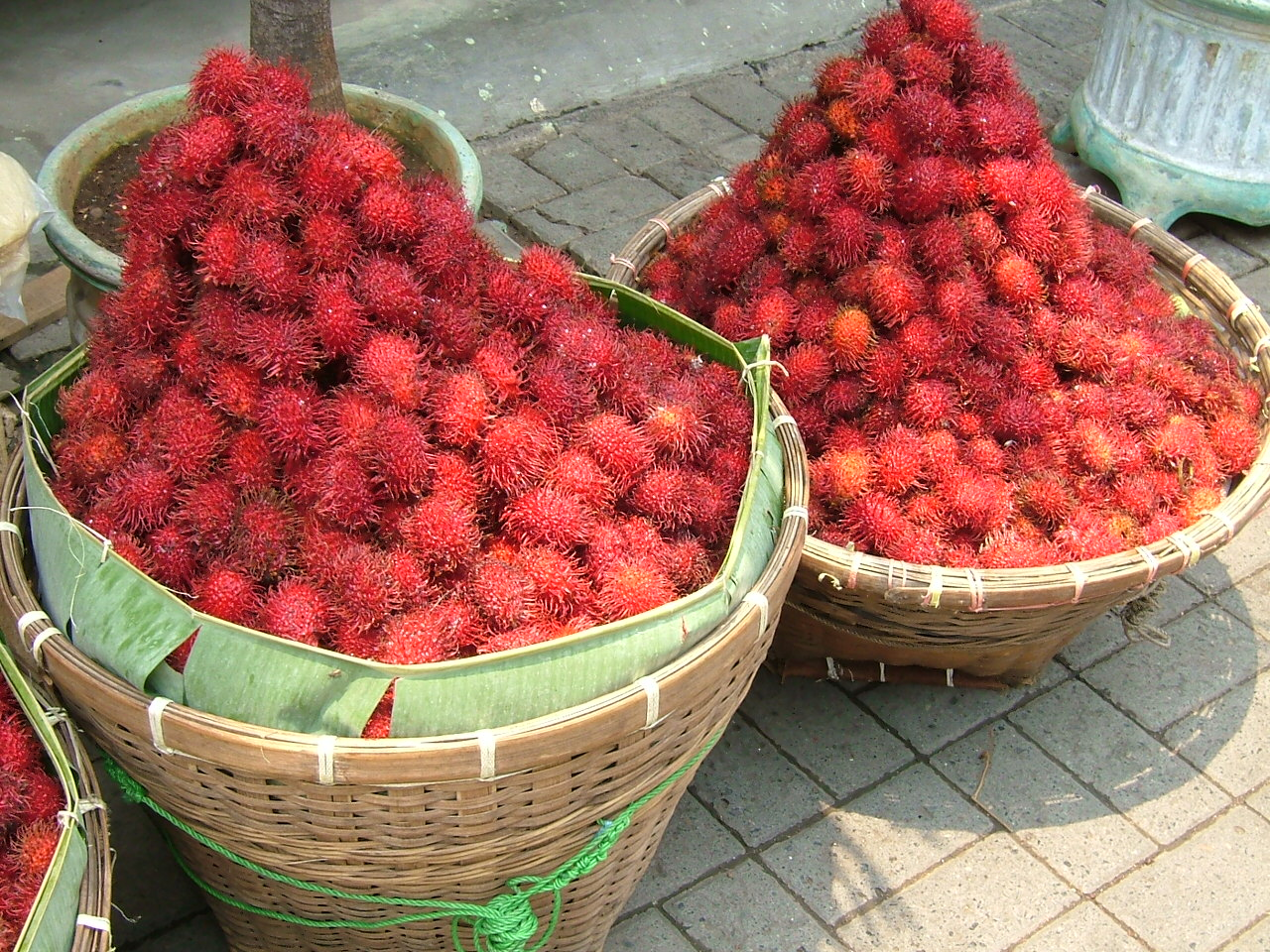
红毛丹

## 参見
- 馬來料理